# Josphat Kiprono Menjo
Josphat Kiprono Menjo (ur. 20 sierpnia 1979 w Kapsabet) – kenijski lekkoatleta, długodystansowiec.
Medalista mistrzostw kraju. Złoty medalista mistrzostw świata wojskowych w przełajach. W roku 2011 zdobył złoty medal w biegu na 10 000 m podczas Światowych Wojskowych Igrzysk Sportowych 2011. Mąż Eunice Jepkorir.

## Osiągnięcia międzynarodowe
| Rok  | Impreza                       | Miejsce        | Konkurencja                   | Lokata     | Wynik    |
| ---- | ----------------------------- | -------------- | ----------------------------- | ---------- | -------- |
| 2006 | Mistrzostwa Afryki            | Bambous        | bieg na 5000 m                | 5. miejsce | 14:07,39 |
| 2007 | Igrzyska afrykańskie          | Algier         | bieg na 5000 m                | 2. miejsce | 13:12,64 |
| 2007 | Mistrzostwa świata            | Osaka          | bieg na 10 000 m              | 8. miejsce | 28:25,67 |
| 2008 | Mistrzostwa Afryki            | Addis Abeba    | bieg na 5000 m                | 5. miejsce | 13:56,21 |
| 2010 | Mistrzostwa świata wojskowych | Ostenda        | bieg przełajowy (ok. 11,5 km) | 1. miejsce | 33:34    |
| 2010 | Mistrzostwa świata wojskowych | Ostenda        | drużynowo                     | 1. miejsce |          |
| 2011 | Światowe igrzyska wojskowych  | Rio de Janeiro | bieg na 10 000 m              | 1. miejsce | 28:36,92 |

## Rekordy życiowe
- Bieg na 5000 m – 12:55,95 (2010)
- Bieg na 10 000 m – 26:56,74 (2010)
- Bieg na 10 km – 27:04 (2010)